# مالی ایزوور (بویواتس)
مالی ایزوور (به صربی: Mali Izvor) یک منطقهٔ مسکونی در صربستان است که در Boljevac واقع شده‌است. مالی ایزوور ۵۶۵ نفر جمعیت دارد.